# The Quest (film 1915 Pollard)
The Quest è un film muto del 1915 diretto da Harry A. Pollard che interpreta anche il protagonista di una storia di ambiente esotico. Gli altri interpreti del film, prodotto dalla American Film Manufacturing Company, erano Margarita Fischer, Robyn Adair, Lucille Ward, Joseph Singleton.

## Trama
John Douglas, scapolo milionario, si è stufato delle insulse ragazze dell'alta società e per evitare l'imminente stagione si imbarca per l'oriente. La nave fa naufragio e Douglas è l'unico superstite. Il giovane trova rifugio su un'isola, salvato da Nia, la figlia del capo tribù. Meravigliandosi che tutti i nativi sono di razza bianca, scopre che gli abitanti sono i discendenti di alcuni naufraghi inglesi. Uno degli indigeni, Kaura, pretende per sé Nia, ma lei, innamorata di Douglas, fugge con lui. I due vengono inseguiti da Kaura e dai suoi, ma sull'isola si scatena una terribile tempesta e Kaura viene colpito da un fulmine. Gli altri inseguitori interpretano quello come un segno e abbandonano la caccia. I due innamorati si stabiliscono nella foresta, dove vengono sposati da un sacerdote tribale. Vengono poi richiamati al villaggio da Naeto, il padre di Nia.

Un giorno, all'orizzonte, appare uno yacht: Douglas cerca di attirare la sua attenzione facendo dei segnali, ma senza successo. Sfinito, dopo il tramonto il giovane si addormenta e comincia a sognare. Il giorno dopo, la coppia viene salvata.

A New York, Nai mal si adatta alle convenzioni e ai vestiti cittadini. Viene anche insidiata da De Villiers, un amico di John. Questi, lottando con l'altro, spara a Nai, ma il colpo lo risveglia dal sogno. Impressionato, John decide di non tornare più alla civiltà e torna con Nai e il sacerdote alla tribù che li aspetta.

## Produzione
Le riprese del film furono effettuate in California, all'isola di Santa Cruz.
Il film fu il primo lungometraggio prodotto dalla American Film Manufacturing Company.

## Distribuzione
Il copyright del film, richiesto dalla American Film Mfg. Co., fu registrato il 12 marzo 1915 con il numero LU4686.
Distribuito dalla Mutual, il film uscì nelle sale statunitensi il 22 marzo 1915.

### Conservazione
Frammenti della pellicola (due rulli su cinque) sono conservati negli archivi della Library of Congress di Washington.